# 테더맥스
테더맥스(영어: tetherMax)는 2022년 8월 싱가포르 기업 TETHERMAX PTE. LTD.에 의해 운영되는 암호화폐 거래수수료 캐시백 플랫폼이다. Bybit, Bitget, OKX, BingX, MEXC 등 글로벌 주요 거래소와의 파트너 계약을 통하여 캐시백 서비스를 제공하며,전 세계 약 5만명 이상의 이용자를 보유하고 있다. 

## 상세
테더맥스는 글로벌 최초의 수수료 환급 서비스로 전 세계에서 가장 높은 수수료 환급률을 제공한다. 주요 거래소들과 공식 계약을 통해 거래소는 지속적으로 테더맥스의 수수료 페이백을 관리/감독하고 있으며, 테더맥스 또한 고객의 수수료를 투명하고 정확하게 페이백해야 하는 의무를 이행하고 이에 따라 API 형태 페이백 업데이트 및 송금 24시간 실시간 자동화가 이루어지기 때문에, 사람이 수기로 진행하는 유사 페이백 플랫폼에 비해 정확도가 높은 편이다. 2024년에는 IOS 및 Android용 모바일 을 출시했으며, 퀘스트 보상 서비스, 블록체인 통합 및 런치패드를 포함한 개발을 준비중이다. 

## 제휴현황
| 거래소명  | 페이백률(%) | 거래 할인율(%) | 지정가(%) | 시장가(%) |
| --------- | ----------- | -------------- | --------- | --------- |
| Bybit     | 45%         | 20%            | 0.011%    | 0.024%    |
| Bitget    | 70%         | 50%            | 0.006%    | 0.012%    |
| BingX     | 73%         | -              | 0.005%    | 0.013%    |
| BlockFin  | 70%         | -              | 0.006%    | 0.018%    |
| MEXC      | 50%         | -              | 0%        | 0.010%    |
| Gate      | 80%         | -              | 0.004%    | 0.01%     |
| DeepCoin  | 70%         | 50%            | 0.006%    | 0.012%    |
| OKX       | 54%         | -              | 0.009%    | 0.023%    |
| BitMEX    | 70%         | -              | 0.015%    | 0.015%    |
| Bitunix   | 85%         | -              | 0.003%    | 0.009%    |
| BVOX      | 60%         | 50%            | 0.008%    | 0.016%    |
| CoinCatch | 60%         | -              | 0.008%    | 0.024%    |
| Zoomex    | 40%         | 30%            | 0.008%    | 0.025%    |
| BitMart   | 70%         | 30%            | 0.006%    | 0.0126%   |
| WOOX      | 60%         | -              | 0.008%    | 0.020%    |
| HTX       | 54%         | -              | 0.009%    | 0.0276%   |
| BloFin    | 70%         | -              | 0.006%    | 0.018%    |

## 연혁

### 2025년
- 6월 : BlockFin 거래소 신규 제휴
- 3월 : Bitunix 거래소 신규 제휴

### 2024년
- 12월 : 페이백 부스트 진행
- 12월 : 코인뽑기 이벤트 진행
- 11월 : gate 신규 제휴
- 11월 : MEXC 거래소 다시 제휴
- 9월 : Korea Blockchain Week 2024 Official Side Event 참가[3]
- 6월 : gate.io 11주년 행사 참가[4]
- 2월 : 웹 리뉴얼 및 페이백 자동화[5]

### 2023년
- 11월 : MEXC 사건 발생[6]
- 10월 : 거래량 10B$ 달성
- 7월 : 6개 거래소 온보딩 (MEXC, 빙엑스, 비트겟, 바이비트, OKX, HTX
- 3월 : 플랫폼 공식 론칭

### 2022년
- 8월 : 암호화폐 거래소 페이백 서비스 최초 플랫폼 테더맥스 설립